# Contamina
Contamina ist ein nordspanischer Ort und eine Gemeinde (municipio) mit 33 Einwohnern (Stand: 2024) im Westen der Provinz Saragossa und der Autonomen Region Aragonien. Der Ort gehört zur bevölkerungsarmen Serranía Celtibérica.

## Lage und Klima
Contamina liegt etwa 125 Kilometer (Luftlinie) westsüdwestlich von Saragossa in einer Höhe von 670 m am Río Jalón.
Das Klima ist gemäßigt bis warm; der eher spärliche Regen (ca. 465 mm/Jahr) fällt mit Ausnahme der eher trockenen Sommermonate übers Jahr verteilt.

## Bevölkerungsentwicklung
| Jahr      | 1970 | 1981 | 1991 | 2001 | 2011 | 2021 |
| Einwohner | 122  | 87   | 64   | 60   | 39   | 33   |

Die Mechanisierung der Landwirtschaft, die Aufgabe bäuerlicher Kleinbetriebe und der damit verbundene Verlust von Arbeitsplätzen führten seit der Mitte des 20. Jahrhunderts zu einem deutlichen Rückgang der Bevölkerung (Landflucht).

## Sehenswürdigkeiten

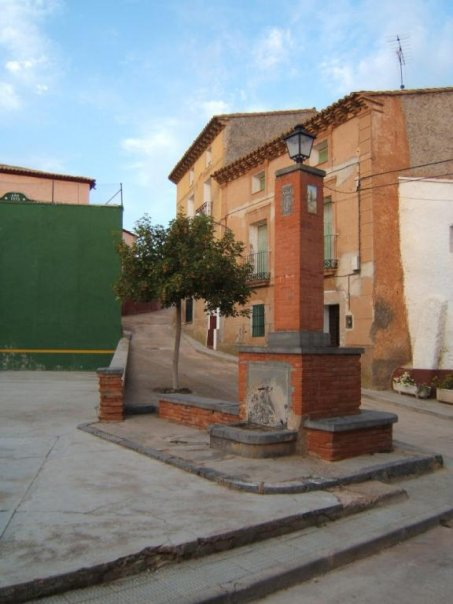
Bartholomäuskirche (Iglesia de San Bartolomé Apostól)
- Peirón de San Isidro

- Peirón de San Isidro